# Șieu-Odorhei, Bistrița-Năsăud
Șieu-Odorhei mai demult Odorhei (în germană Dienesdorf, în maghiară Sajóudvarhely, Udvarhely, în trad. „Curtea Șieului”) este satul de reședință al comunei cu același nume din județul Bistrița-Năsăud, Transilvania, România.

## Istorie
- În sat s-au descoprit urmele unui drum din epoca romană și ale unei așezări daco-romane.
- Satul este atestat documentar în anul 1263 sub numele Darócudvarhely.
- Deși la origine sat maghiar catolic, în timpul Reformei locuitorii s-au convertit la Unitarianism, iar mai apoi la Calvinism.
- În 1640 este ridicată biserica reformată din sat, care era inițial filială bisericii din  Șintereag apoi a devenit independentă.
- În jurul anului 1700 apar primii români în sat, care își vor ridica Biserica Greco-Catolică.
- După Revoluția franceză familia nobiliară Desbordes

## Demografie
Componența etnică a satului Șieu-Odorhei (2002)
     Români (88%)
     Maghiari (9,62%)
     Germani (1,06%)
     Ucraineni (0,66%)
     Romi (0,66%)
Componența etnică a satului Șieu-Odorhei (1900)
     Români (77,65%)
     Maghiari (21,65%)
     Necunoscută (0,7%)

### 2002
La recensământul din 2002 satul avea 748 de locuitori, dintre care: 658 români, 72 maghiari, 8 germani, 5 ucrainieni și țigani.

### Populație istorică
La recensământul din 1900 satul avea 846 de locuitori, dintre care: 657 români, 183 maghiari, iar 6 nu au dorit să-și declare etnia.

## Atracții turistice
- Biserica Reformată-Calvină din Șieu-Odorhei din secolul al XIII-lea (stil romanic), refăcută în secolul al XV-lea. Are frize de arcuri sub cornișa laturii de sud a altarului, iar pe portalul de nord un relief în lunetă reprezentând lupta a doi cavaleri cu balaurul (simbolul diavolului, respectiv a eternei confruntări între Bine și Rău, inspirată din Psalmul 34, 2-3[2]).

„Biserica reformată din Șieu-Odorhei, datând din a doua jumătate a sec. XIII, este o biserică-sală, construită sub semnul influenței cisterciene în care se renunță la sanctuarul cu absidă semicirculară – tipic romanică – fiind preferat sanctuarul pătrat, boltit în cruce pe ogive. Sistemului de boltire i se asociază, ca elemente caracteristice, capitelele cu croșete ale arcului triumfal, de asemenea ferestrele circulare polilobe, adevărată marcă a goticului cistercian. Caracteristic bisericii îi este și absența turnului-clopotniță. Aici se află cea mai importantă piesă de sculptură aparținând goticului timpuriu transilvănean, și anume un relief care decorează timpanul portalului nordic al bisericii și care înfățisează o scenă de vânătoare. Doi bărbați înarmați cu lănci se luptă cu un balaur înaripat, scena simbolizând lupta virtuților cu viciul”. 
- Conacul familiei Desbordes.
- Conacul familiilor Klebelsberg și Appel.

## Personalități
S-au născut la Șieu-Odorhei:
- În 1914 Nagy Ödön etnograf, pastor reformat.
- În 1931 Moldován Stefánia cântăreață de operă.
- În 1943 Moldován Domokos regizor de film și operă, etnograf.

## Vezi și
- Biserica reformată din Șieu-Odorhei

## Galerie de imagini

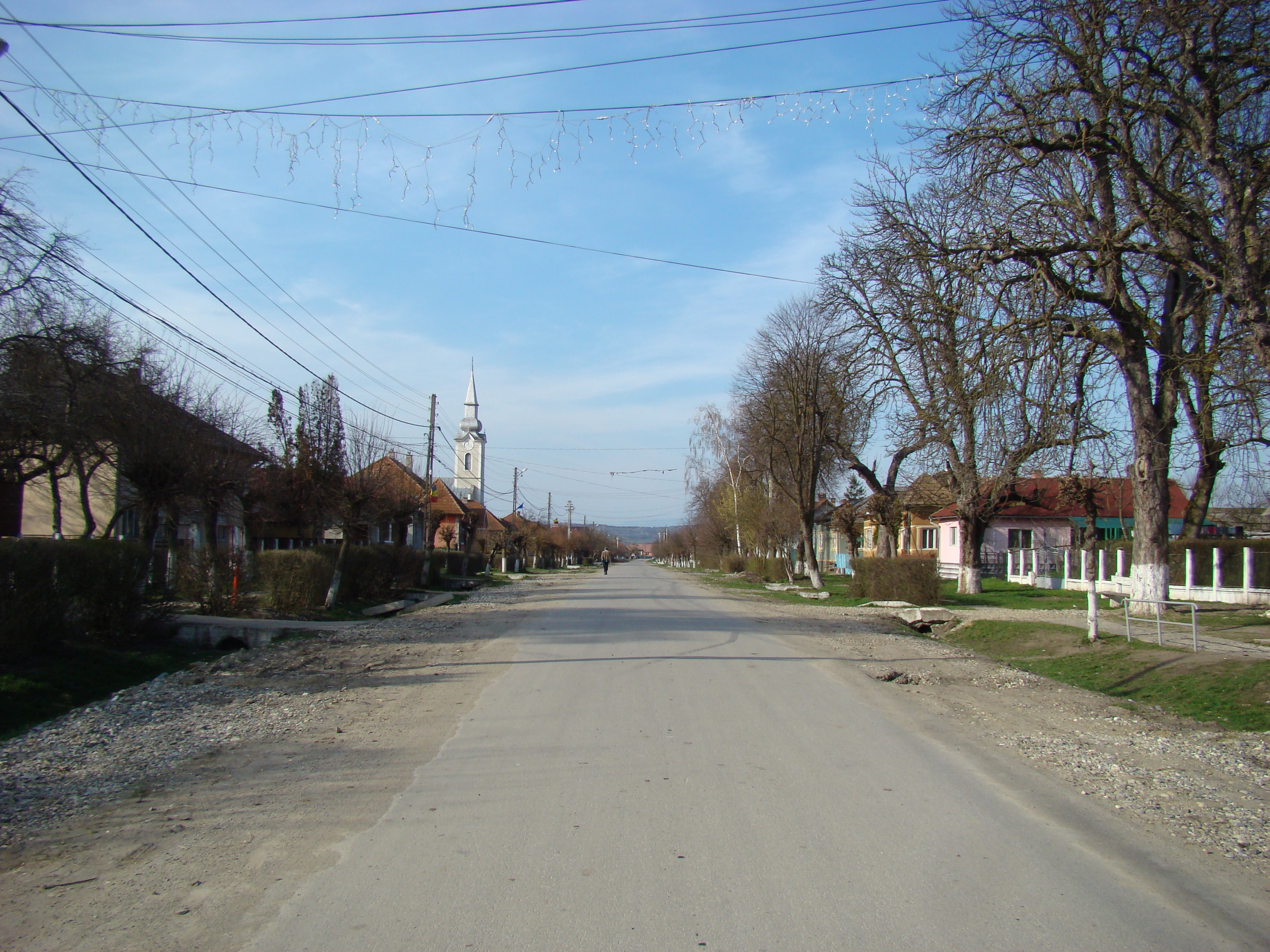
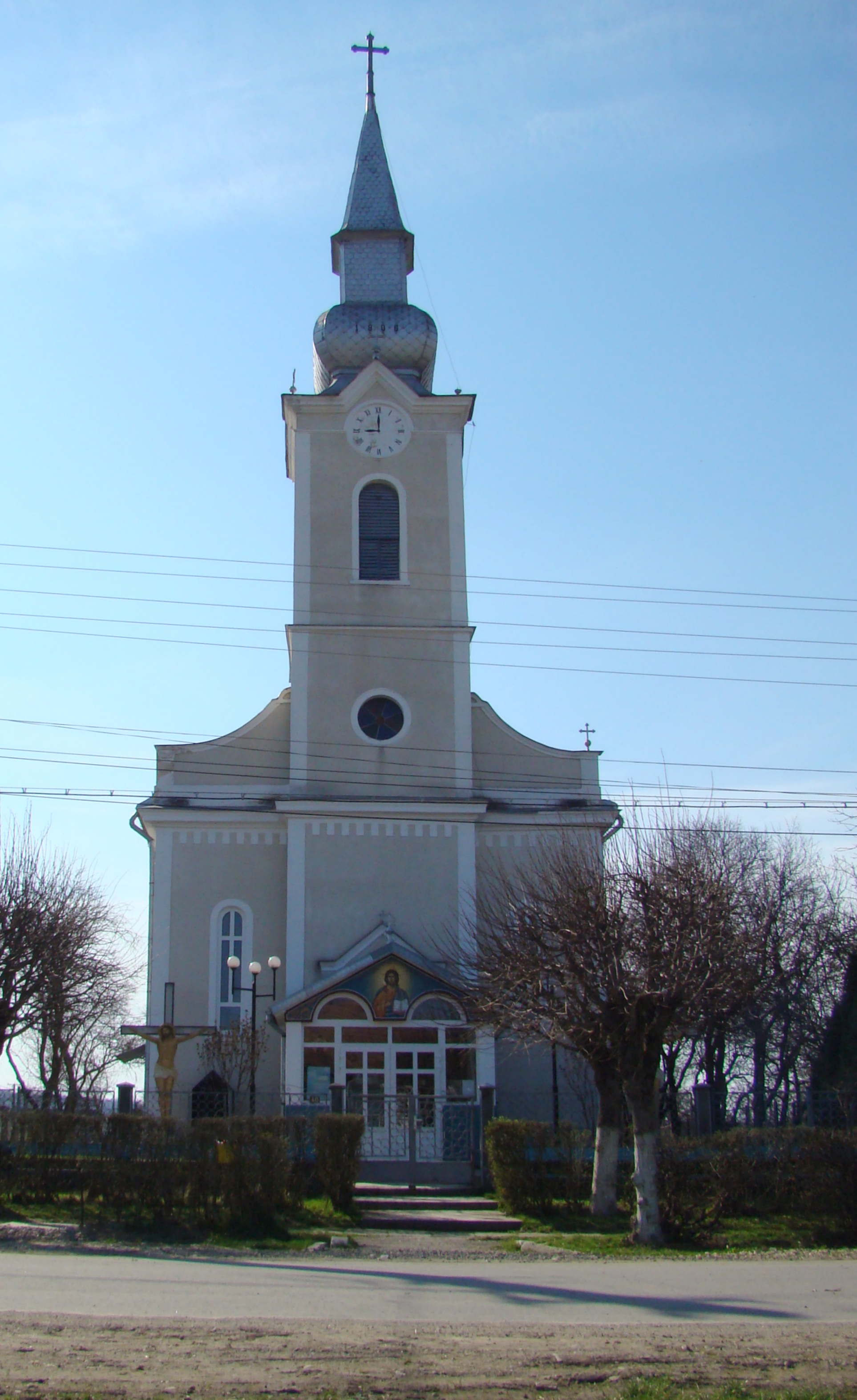
Biserica ortodoxă
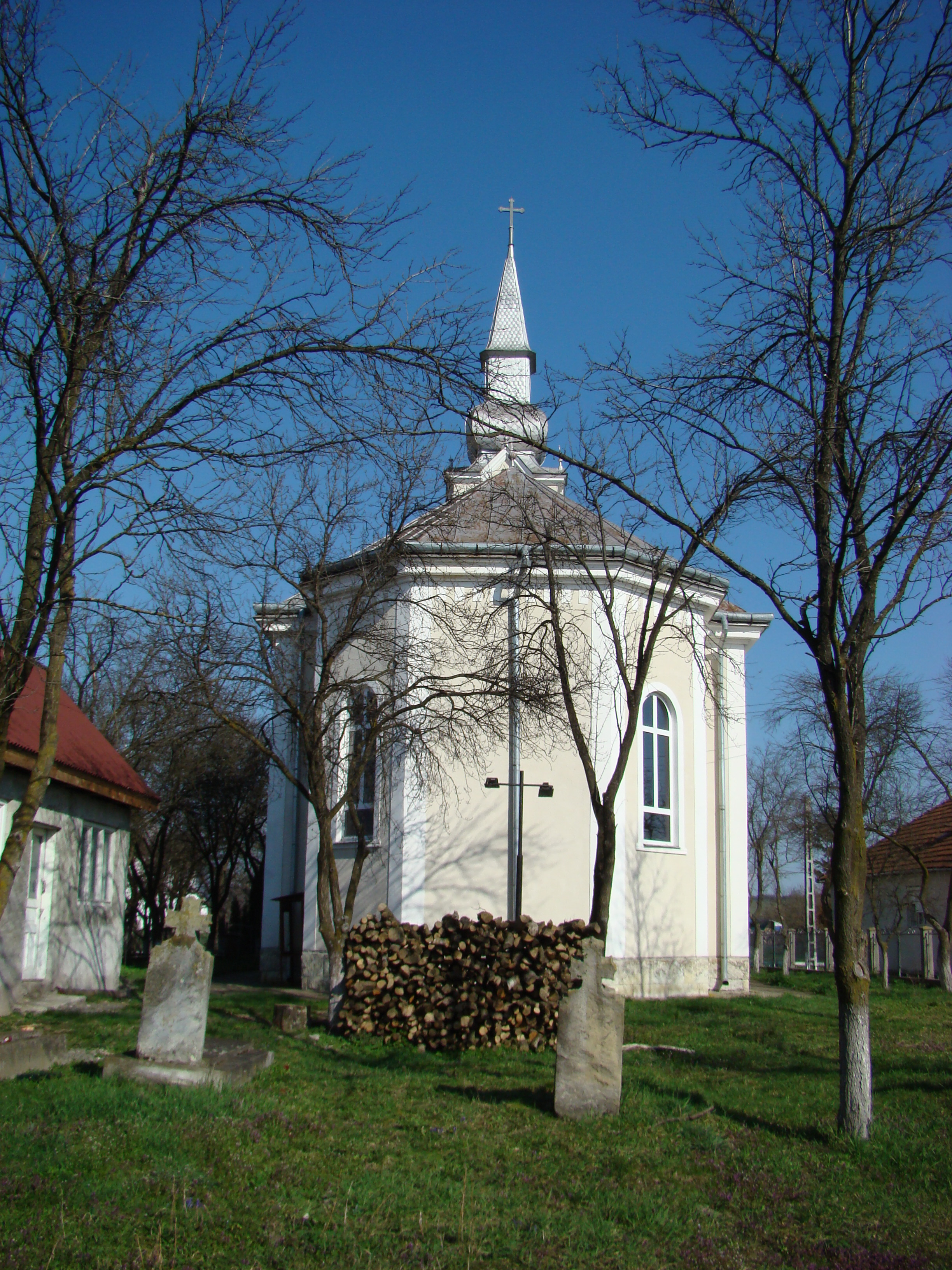
Biserica ortodoxă
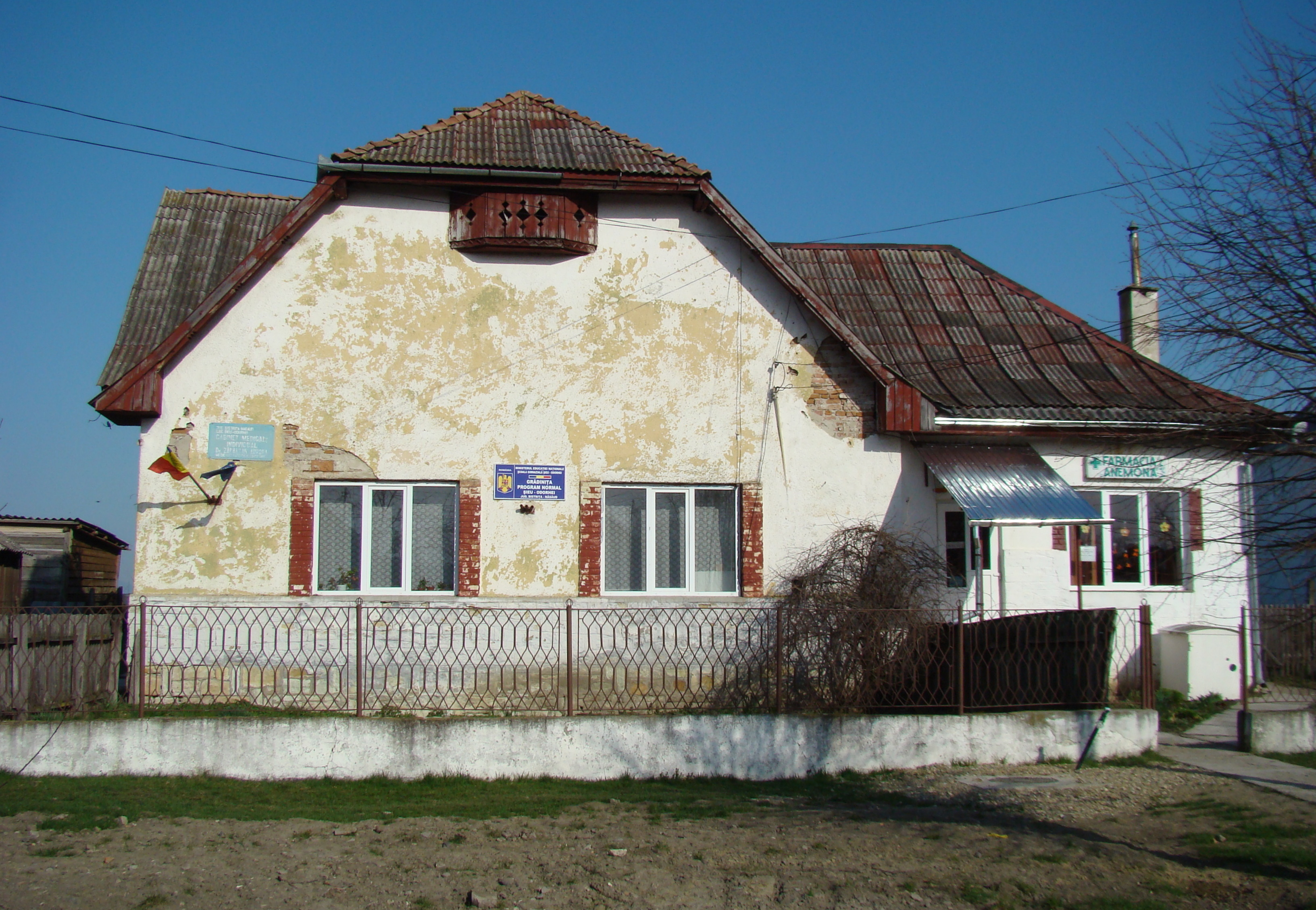
Grădinița
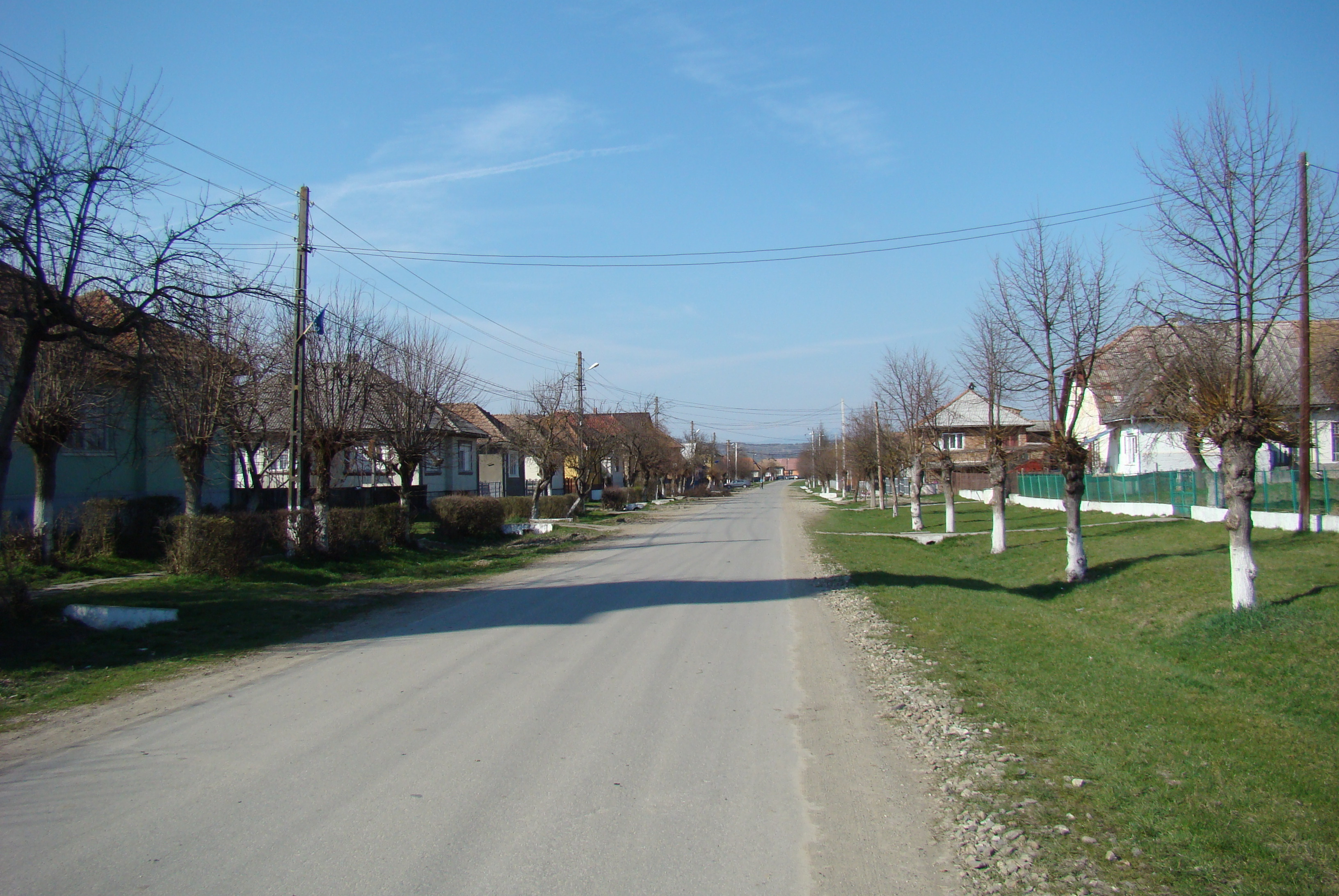
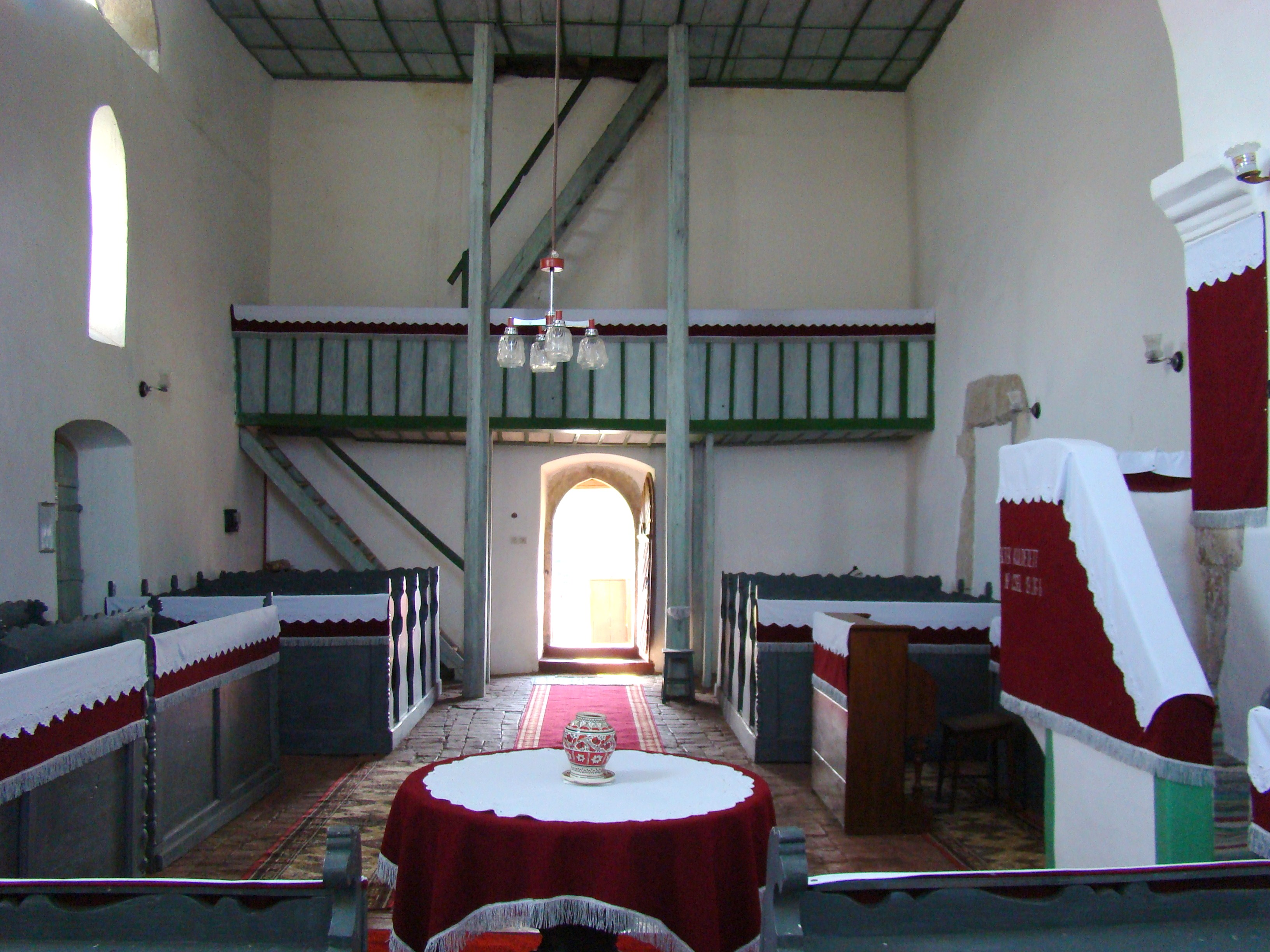
Biserica reformată (monument istoric)
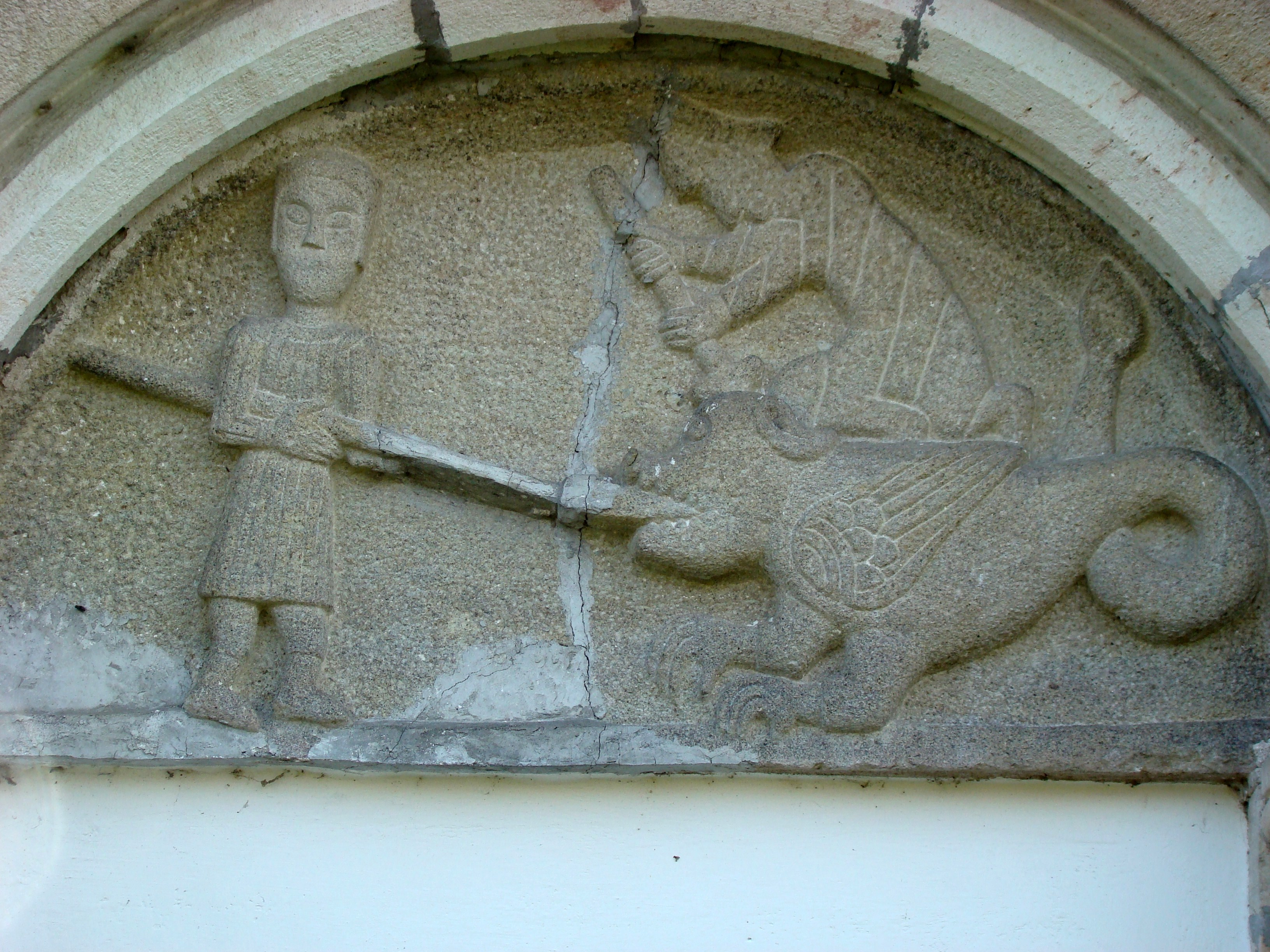
Lupta celor doi cavaleri cu balaurul
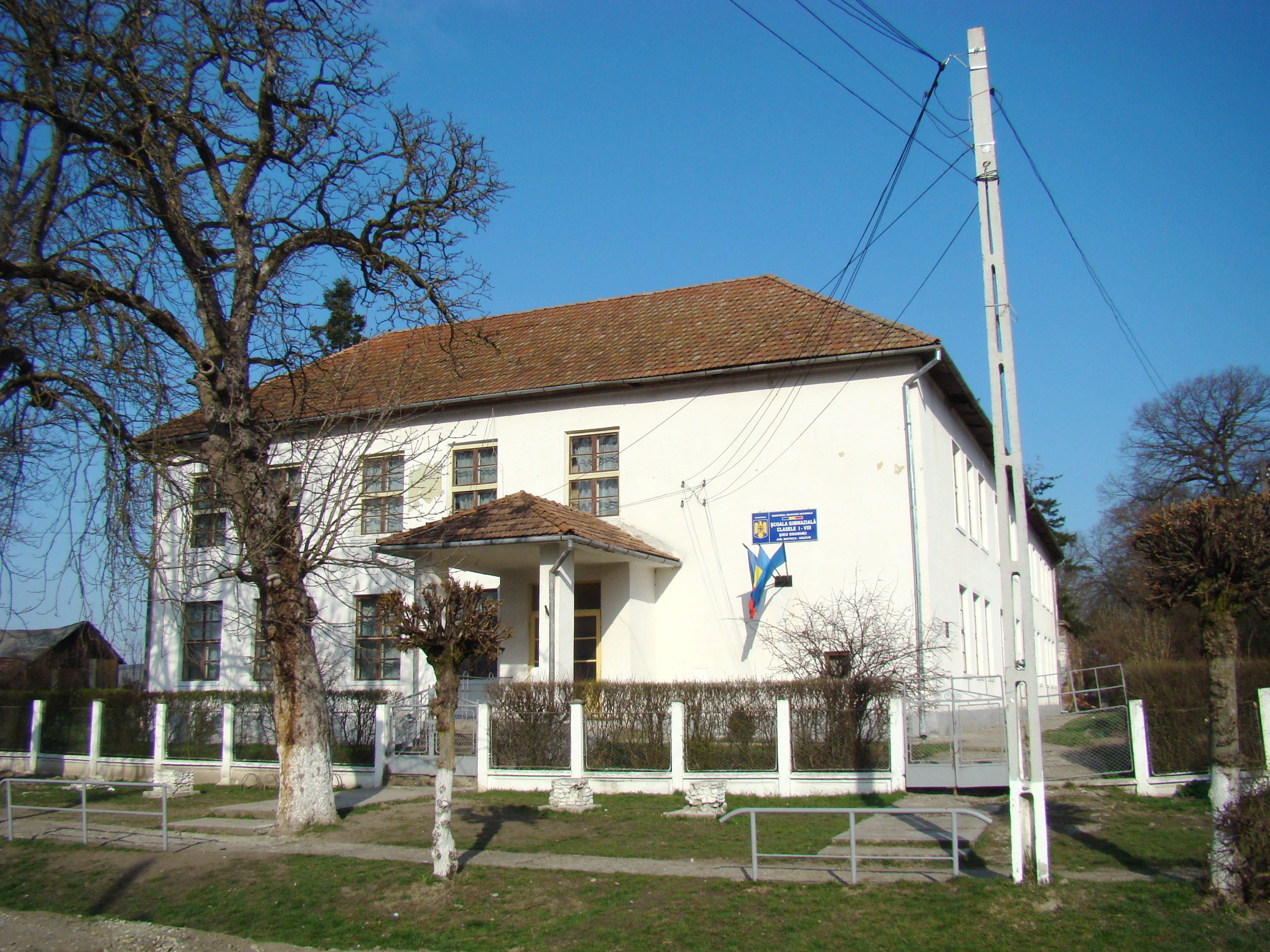
Școala
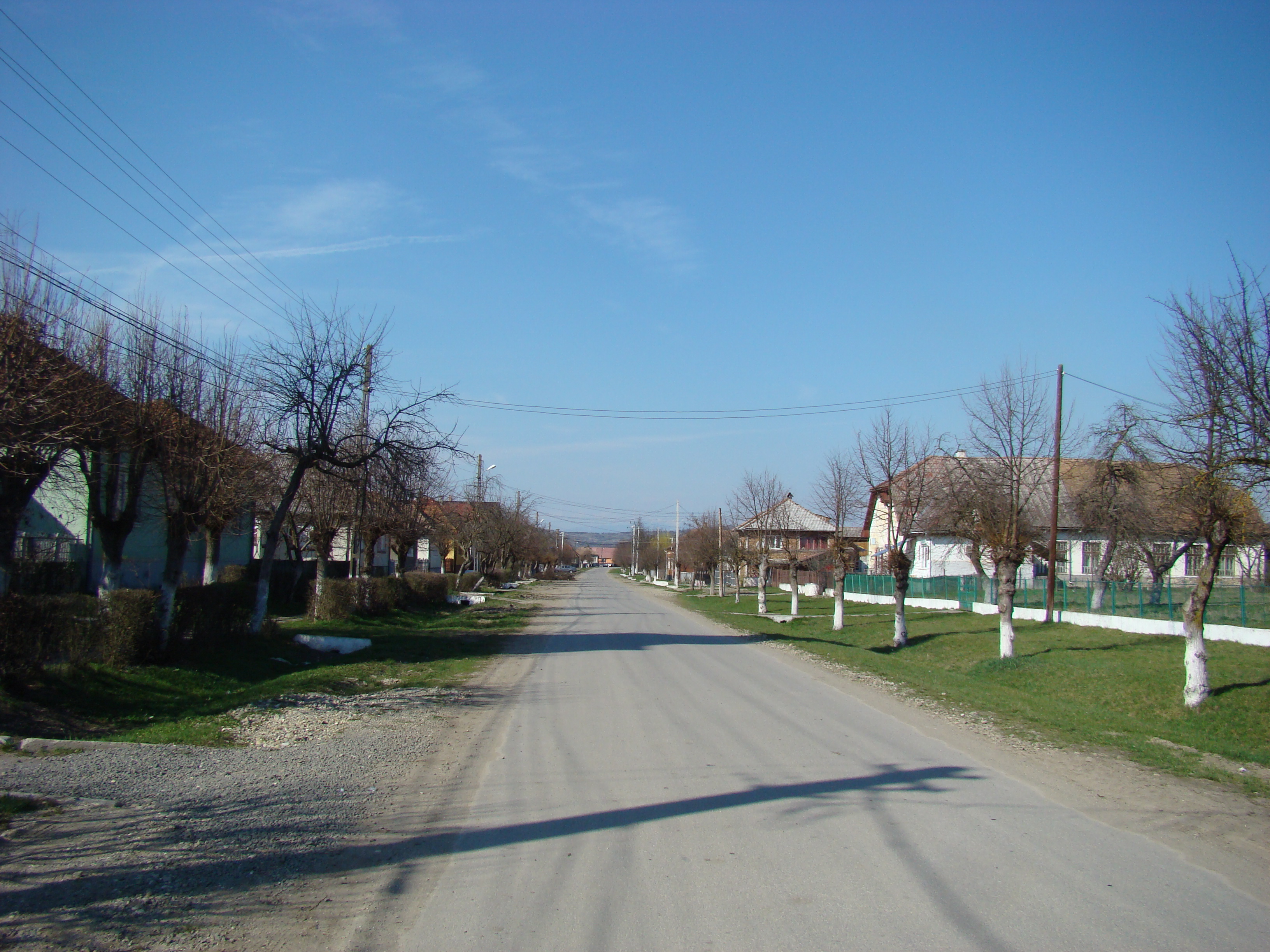
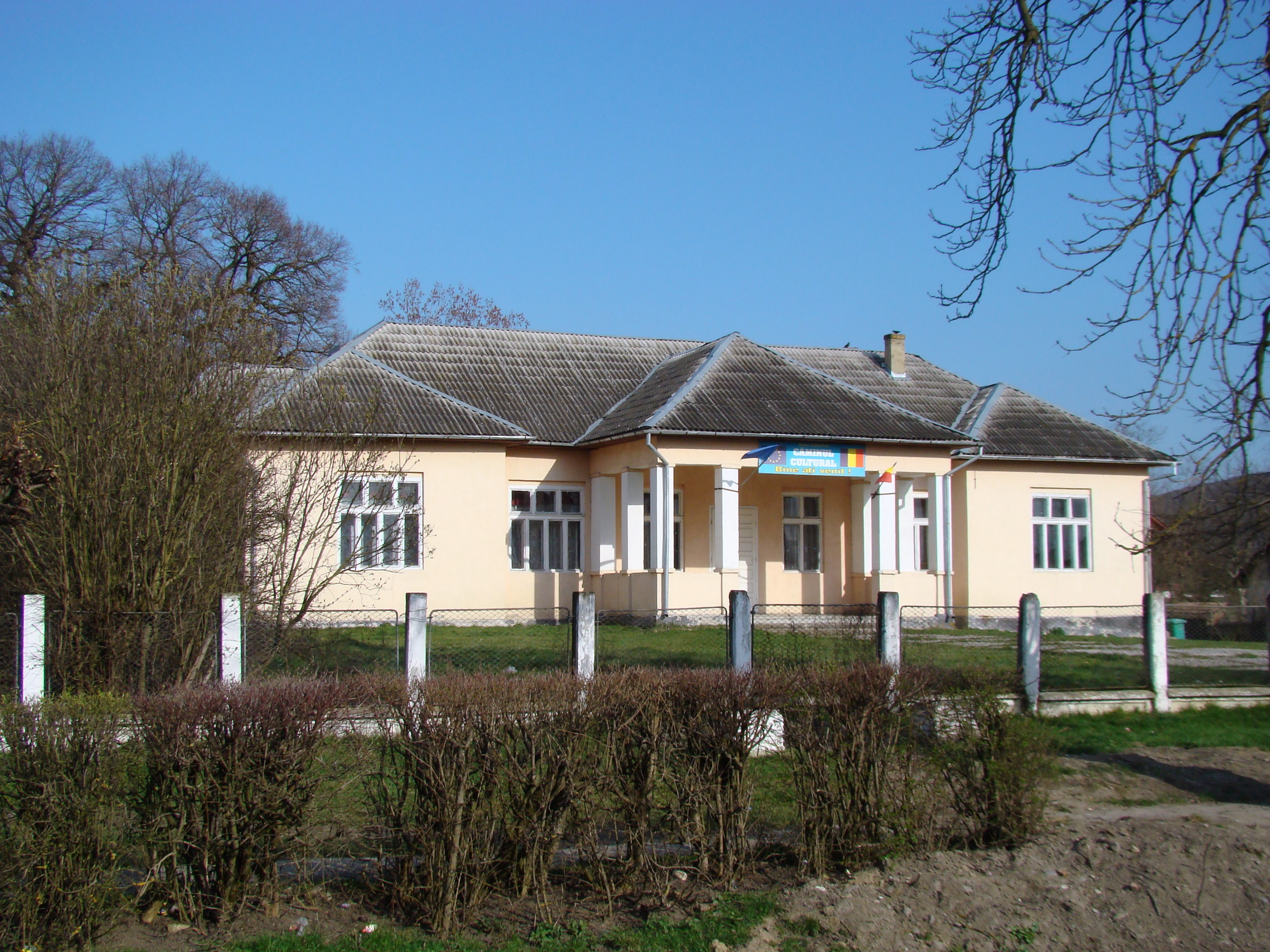
Căminul cultural